# Raúl Antonio Martinez Paredes
Raúl Antonio Martinez Paredes (ur. 9 maja 1943 w San Martín Jilotepeque) – gwatemalski duchowny rzymskokatolicki, w latach 2007–2023 biskup pomocniczy Santiago de Guatemala.

## Życiorys
Święcenia kapłańskie przyjął 17 października 1987 i został inkardynowany do diecezji Sololá (późniejszej Sololá–Chimaltenango). Pracował jako duszpasterz parafialny, był także kanclerzem kurii oraz administratorem diecezji.
28 stycznia 1999 papież Jan Paweł II mianował go biskupem Sololá–Chimaltenango. Sakry biskupiej udzielił mu 20 marca 1999 abp Ramiro Moliner Inglés.
28 lipca 2007 został mianowany biskupem pomocniczym Santiago de Guatemala ze stolicą tytularną Mizigi.
7 czerwca 2023 papież Franciszek przyjął jego rezygnację z urzędu.